# EVI2B
EVI2B (англ. ecotropic viral integration site 2B) — мембранный белок, продукт гена EVI2B.

## Тканевая специфичность
EVI2B синтезируется клетками костного мозга, периферическими моноцитами и фибробластами. Обнаружен также на лимфобластоидных клеточных линиях, трансформированных вирусом Эпштейна — Барр.

## Структура
Белок состоит из 427 аминокислот, молекулярная масса — 46,1 кДа. Это мембранный белок, содержит единственный трансмембранный участок. Цитозольный фрагмент имеет до 3 участков гликозилирования и 2 участка фосфорилирования (1 треонин и 1 серин).

## Ген
Ген EVI2B расположен на 17-й хромосоме человека, в том же интроне гена NF1, что и ген EVI2A.

## В патологии
Повышенная экспрессия белка ассоциирована с усиленным метастазированием клеток рака толстой кишки.